# Hoher Schaden
Der Hohe Schaden ist mit 388 m die höchste Erhebung in der Gemeinde Eitorf und im Waldgebiet Leuscheid.
Vom Hohen Schaden entspringen zwei große Bachsysteme, die den Leuscheid nicht verlassen:
- Der Wohmbach mündet bei Obereiper Mühle in den Eipbach.
- Der Mühlenbach mündet gegenüber Stromberg in die Sieg. Die namensgebende mittelalterliche Mühle östlich von Rodder ist lange untergegangen.

Daneben entspringen hier noch der Dickersbach, der Sehlenbach und der Altebach aus seinen Friedrichsquellen.
Nebenanhöhen des Hohen Schadens sind Hurst mit 288 m Höhe sowie das nach einem ehemaligen Forsthaus benannte Hüppelröttchen. Im angrenzenden Ort Stein befindet sich ein Basaltsteinbruch, der ehemalige vulkanische Aktivität bezeugt.
1867 wurde auf dem Gipfel ein hölzerner Aussichtsturm errichtet, der aus drei Etagen von je zehn Fuß Höhe bestand. Heute bietet der Berg durch Baumbewuchs auf dem Gipfel keine Panoramasicht mehr.

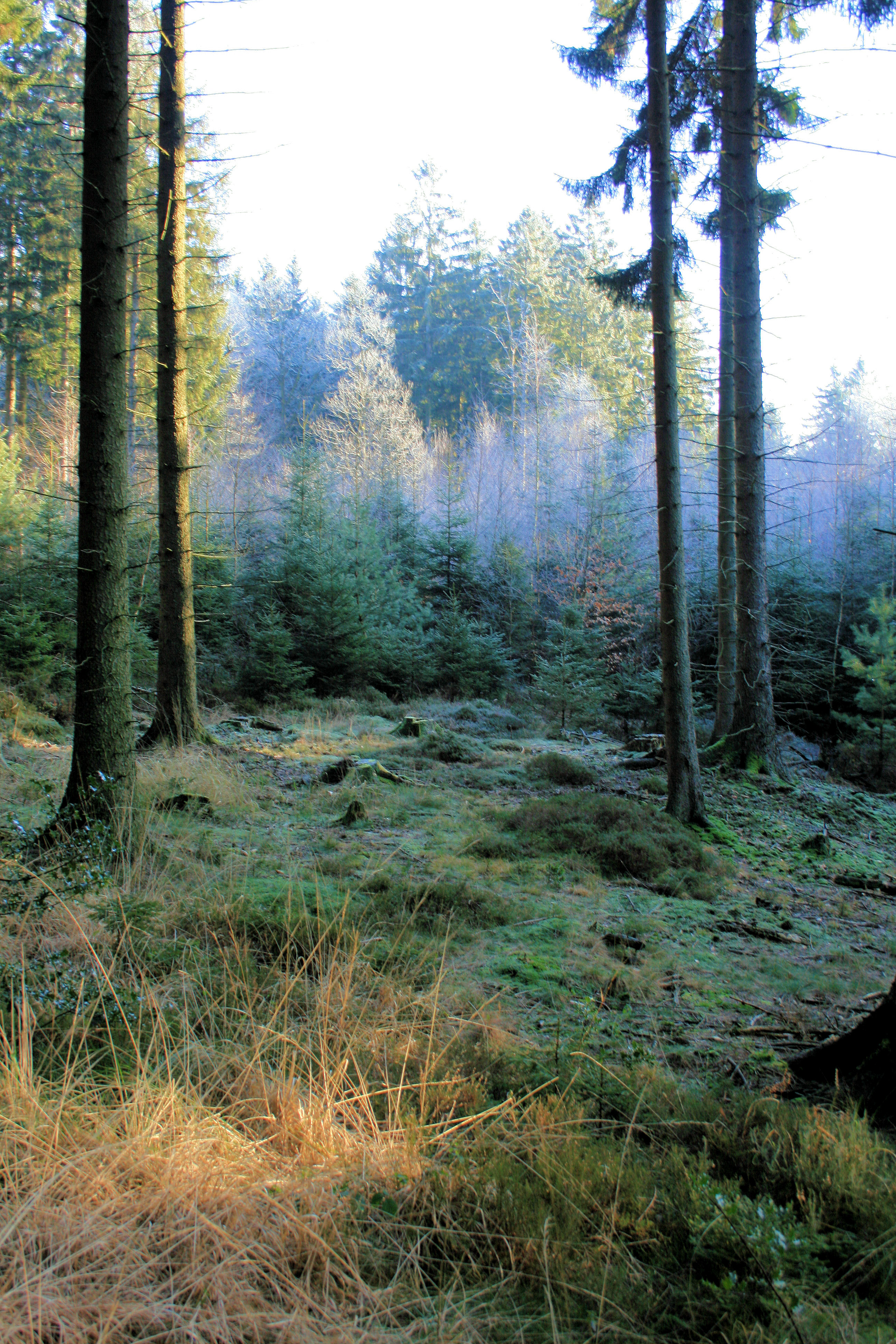
Waldgebiet des Hohen Schadens
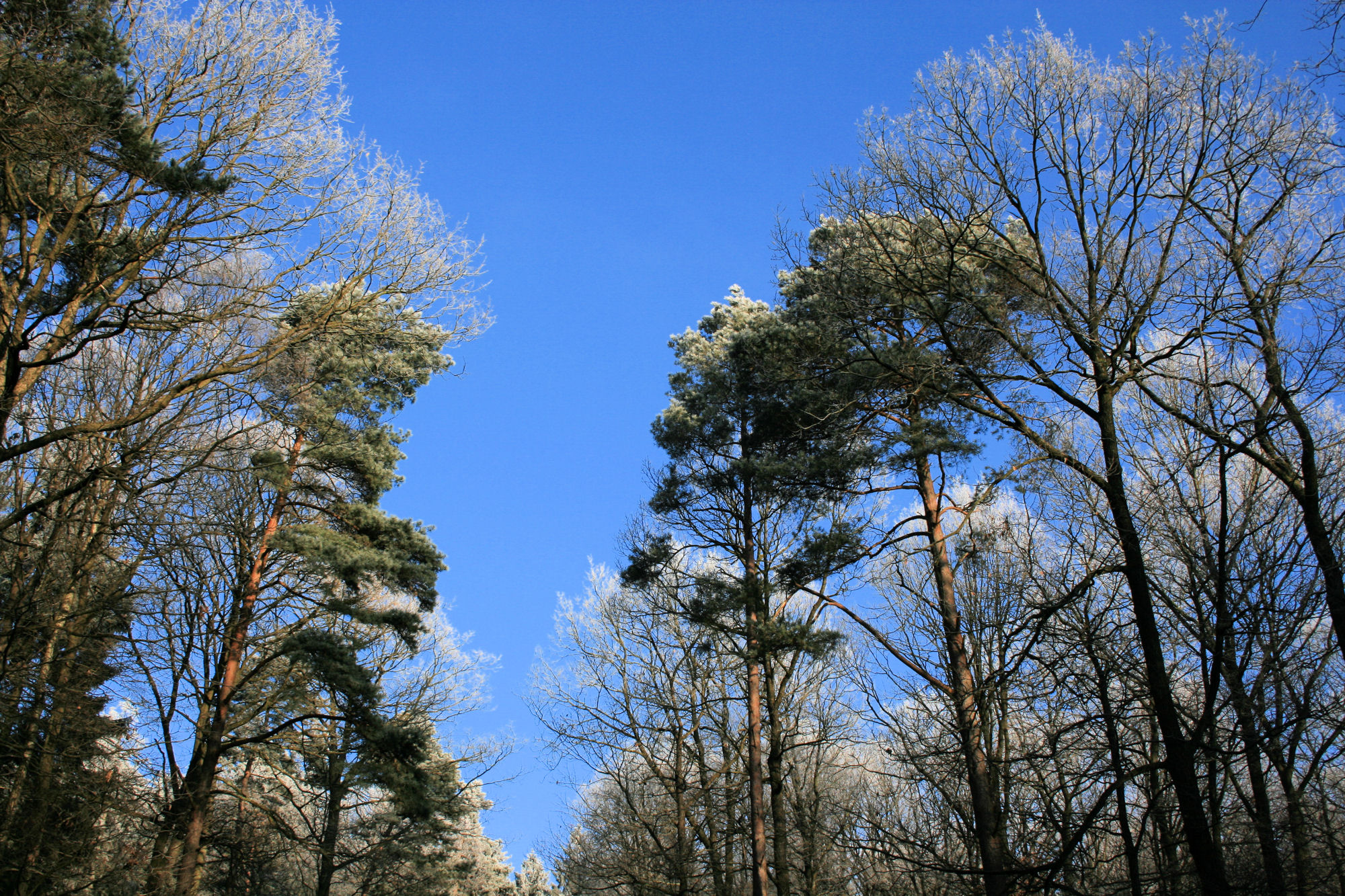
Winterwald am Hohen Schaden

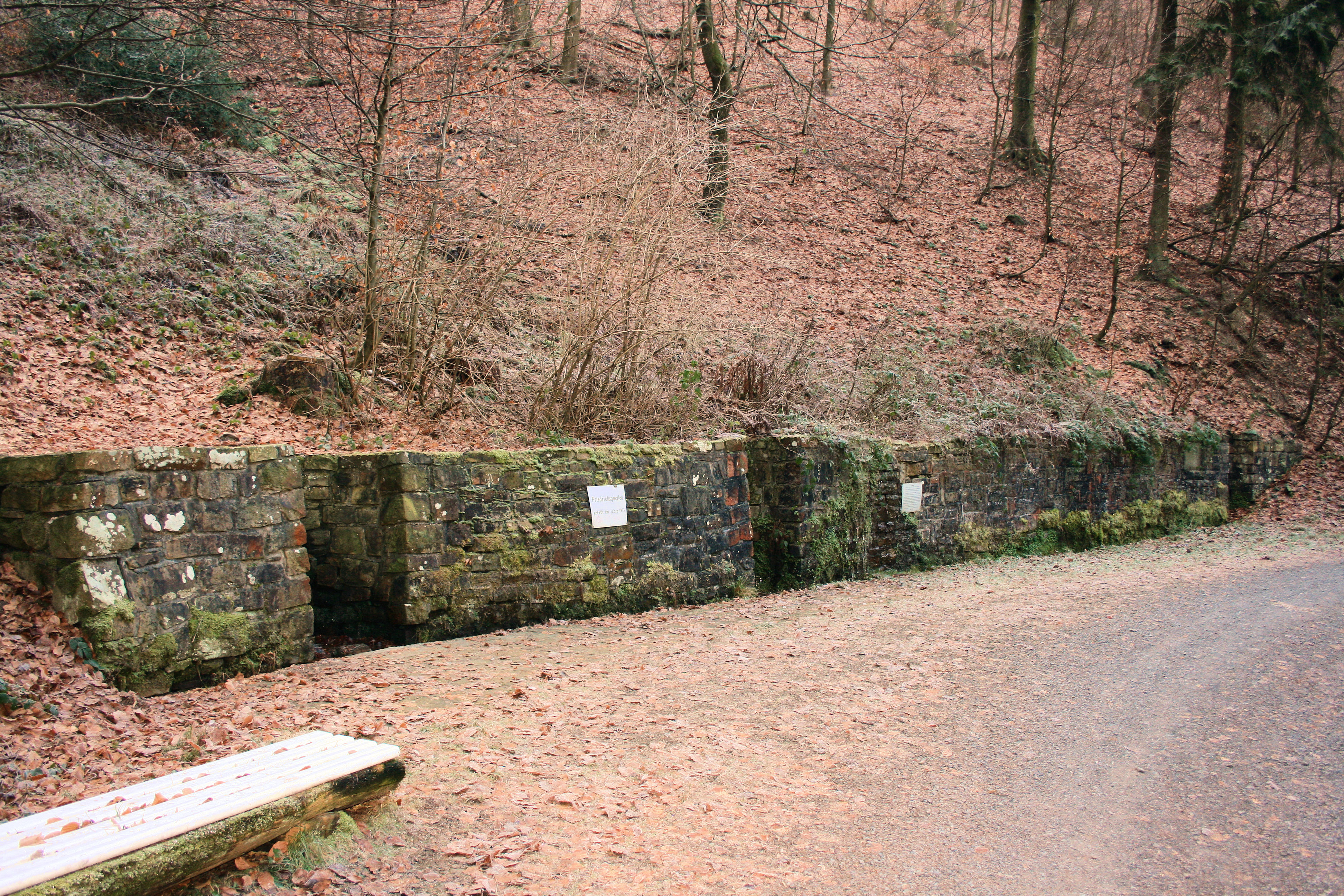
Die 1933 eingefassten Friedrichsquellen
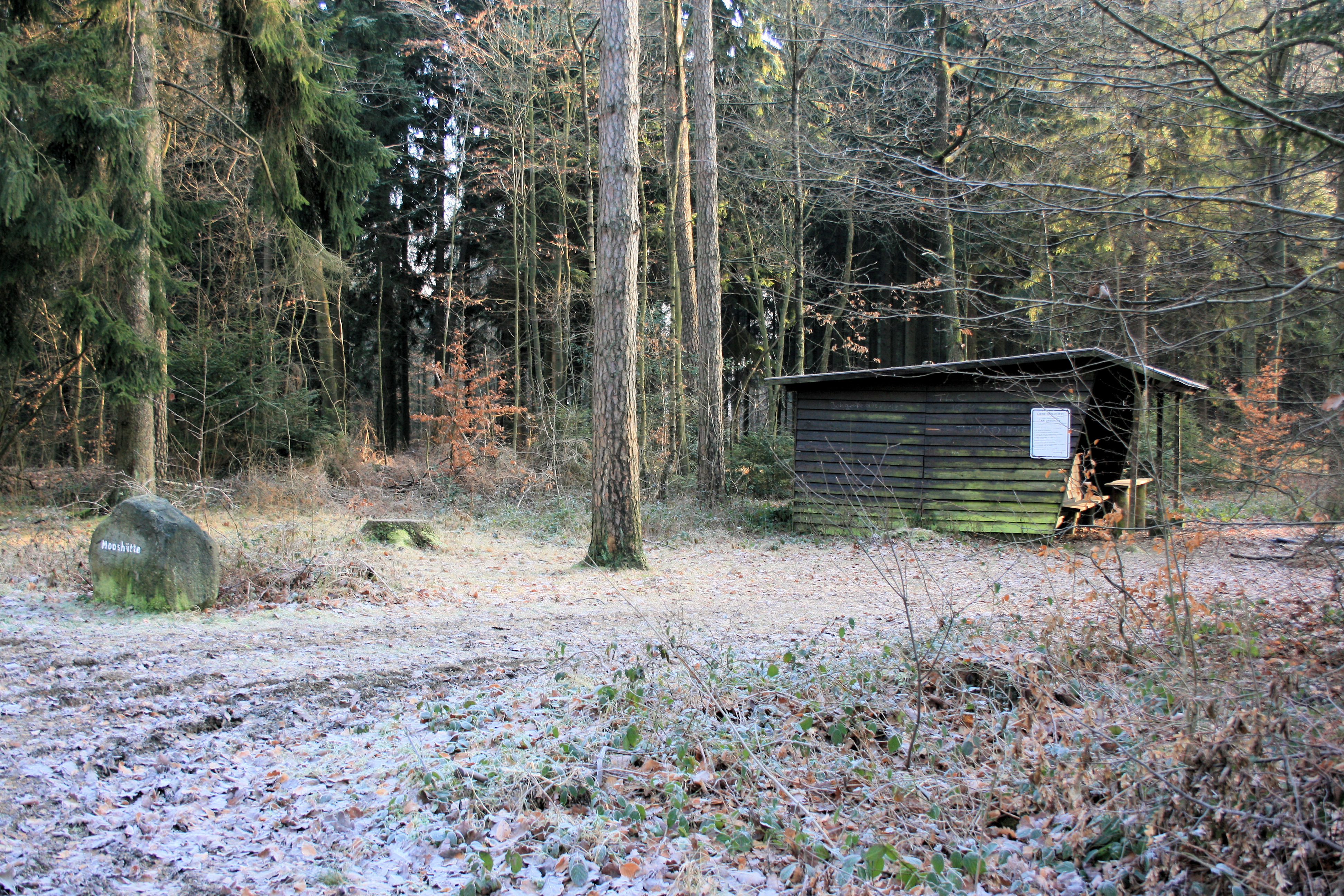
Die Mooshütte südöstlich des Hohen Schadens ist Mittelpunkt vieler Wanderwege